# Лившиц, Екатерина Константиновна
Екатерина Константиновна Лившиц (девичья фамилия — Скачкова-Гуриновская; 25 сентября 1902, поместье Завалье, Подольская губерния — 1 или 2 декабря 1987) — русская мемуаристка и переводчица, танцовщица, жена поэта Бенедикта Лившица.

## Биография
Родилась в семье банковского работника. В юности жила в Киеве, в 1919—1920 годах училась в балетной школе Б. Ф. Нижинской, среди её подруг была Надежда Хазина — будущая жена О. Э. Мандельштама.
В 1921 году вышла замуж за поэта Бенедикта Лившица, который посвятил жене ряд стихотворений, называя «алмеей». В 1922 году семья перебралась в Петроград, где супруги общались с кругом Мандельштамов и Михаила Кузмина. В 1925 году в семье Лившицев родился сын Кирилл (его крестными были Кузмин и Надежда Мандельштам).
В 1937 году Бенедикт Лившиц был арестован и годом позже расстрелян. 31 декабря 1940 года Екатерина Константиновна также была арестована и осуждена на 5 лет и 2 года поражения в правах по статье 58.10, срок отбывала в Севураллаге.
В годы Великой Отечественной войны умер отец Екатерины Константиновны (в блокадном Ленинграде) и погиб сын Кирилл (под Сталинградом).
После отбытия срока заключения жила в Осташкове, Щербакове и различных населённых пунктах Ленинградской области, работала руководителем самодеятельности, разрисовщицей в артели по росписи платков, в Сиверском лесхозе. В 1953 году по амнистии была снята судимость Екатерины Константиновны, однако она опротестовала это решение, не считая себя виновной в преступлении. В 1955 году была реабилитирована.
После реабилитации вернулась в Ленинград, работала библиотекарем Ленинградского научно-практического стоматологического института. Активно занималась вопросами издания и переиздания произведений Бенедикта Лившица. Совместно с литературоведом Павлом Нерлером составила книгу Лившица «Полутораглазый стрелец: Стихотворения, переводы, воспоминания», вышедшую в 1989 году уже после её смерти.
«Всех, кто был знаком с Екатериной Константиновной Лившиц, вдовой Бенедикта Лившица, поражала её удивительная цельность, открытость и не зависящая от возраста грациозность. Общение с ней было по-особому насыщенным и праздничным, в её безукоризненной речи, простоте — даже в осанке — дышала сегодня уже совершенно непредставимая эпоха» (П. Нерлер)
В 2019 году Нерлером и П. Успенским была выпущена книга воспоминаний, дневников и писем Екатерины Константиновны «Я с мертвыми не развожусь!..». Отдельные фрагменты воспоминаний были написаны в 1960-е и 1970-е годы, но основная их часть — в 1980-е годы, в период работы над книгой «Полутораглазый стрелец…». По мнению филолога Марии Нестеренко, воспоминания Лившиц «относятся к числу лучших мемуаров о литературном быте 1920—1930-х годов и о жизни в тоталитарной системе».

## Произведения
- Е. Лившиц. «Я с мертвыми не развожусь!..» Воспоминания. Дневники. Письма / Под ред. П. Нерлера и П. Успенского. М.: АСТ; Редакция Елены Шубиной, 2019. 399 с.